# フィーバーウインダムI
フィーバーウインダムⅠは、1992年9月にSANKYOが発売した、CR（カード式遊技機）第一号機のパチンコ機のシリーズ名。CRフィーバーウインダムⅠの1機種がある。

## 概要
ドラム型のCR機デジパチ。フィーバーマキシムシリーズで使用されたイルミネーションドラムを採用している。
有効ラインは横3、ナナメ2の5ラインとなっている。

## スペック
- CRフィーバーウインダムⅠ
  - 賞球数 5&15
  - 大当たり最高継続 15R
  - 大当たり確率 
    - 【設定1】 1/256
    - 【設定2】 1/272
    - 【設定3】 1/304

## 図柄
- 7
- F
- V

## 演出
確率変動機能を搭載しており、センターラインで大当たりすると、次回の大当たりまで大当たり確率が10倍にアップする。

## サウンドトラック
- 『ザ・パチンコ・ミュージックフロム三共 3』 キングレコード、1998年8月21日。KICA-1216。
  - BGMが収録されている。